# Хошич, Идриз
Идриз Хошич (босн. Idriz Hošić; род. 17 февраля 1944, Приедор) — югославский футболист. Серебряный призёр чемпионата Европы 1968.

## Биография

### Клубная карьера
Начинал карьеру в югославских командах «Железничар» (Приедор) и «Фамос». С 1966 года выступал за белградский «Партизан». В 1970 году Хошич подписал контракт с клубом немецкой Бундеслиги «Кайзерслаутерн». В его составе провёл три сезона, сыграл 74 матча и забил 31 гол в высшей лиге ФРГ. В сезоне 1973/74 выступал за клуб высшей лиги «Дуйсбург» и клуб Регионаллиги «Вестфалия 04», после чего завершил игровую карьеру.

### Карьера в сборной
Дебютировал за сборную Югославии 27 апреля 1968 года в товарищеском матче со сборной Чехословакии, в котором вышел на замену на 23-й минуте вместо Вахидина Мусемича. Летом того же года был включён в заявку сборной на чемпионат Европы, где принял участие в переигровке финального матча Италия — Югославия, в котором югославская команда уступила хозяевам турнира со счётом 0:2.